# Coueilles
Coueilles ist eine französische Gemeinde mit 90 Einwohnern (Stand 1. Januar 2022) im Département Haute-Garonne in der Region Okzitanien (zuvor Midi-Pyrénées). Die Einwohner werden als Coueillois bezeichnet.

## Geographie
Das Gemeindegebiet wird vom Fluss Aussoue durchquert, ganz im Westen verläuft sein Zufluss Espienne.
Umgeben wird Coueilles von den fünf Nachbargemeinden: 
| L'Isle-en-Dodon | Agassac                                     |                |
|                 | Kompassrose, die auf Nachbargemeinden zeigt | Castelgaillard |
| Saint-Frajou    |                                             | Fabas          |

## Bevölkerungsentwicklung
| Jahr                      | 1962 | 1968 | 1975 | 1982 | 1990 | 1999 | 2007 | 2013 | 2016 | 2018 |
| ------------------------- | ---- | ---- | ---- | ---- | ---- | ---- | ---- | ---- | ---- | ---- |
| Einwohner                 | 105  | 93   | 114  | 91   | 89   | 100  | 89   | 98   | 95   | 93   |
| Quelle: Cassini und INSEE |      |      |      |      |      |      |      |      |      |      |

## Sehenswürdigkeiten
- Kirche St-André